# Пјетро Менголи
Пјетро Менголи (итал. Pietro Mengoli; 1626 — 1686) је био италијански математичар и свештеник.